# جينيفر كروس
جينيفر كروس (4 يوليو 1992 في كندا - ) هي لاعبة كرة طائرة كندا في مركز وسط ‏. لعبت مع Dresdner SC (volleyball) ‏.

## وصلات خارجية
- جينيفر كروس على موقع الاتحاد الأوروبي (الإنجليزية)
- جينيفر كروس على موقع عالم الكرة الطائرة (الإنجليزية)
- جينيفر كروس على موقع الدوري الألماني للكرة الطائرة (الألمانية)